# Chadaš–Ta'al
Chadaš–Ta'al (hebrejsky חד״ש-תע״ל‎, arabsky الجبهة الديمقراطية العربية للتغيير‎, „Demokratická arabská fronta pro změnu“) je sjednocená kandidátka stran Chadaš a Ta'al. Byla založena v roce 2003 pro volby do 16. Knesetu. Kandidovala také ve volbách do 21. Knesetu a 25. Knesetu.

## Historie
Kandidovala ve volbách do 16. Knesetu a získala tři mandáty. Ve volbách do 17. Knesetu kandidovala strana Chadaš samostatně, zatímco strana Ta'al kandidovala spolu se Sjednocenou arabskou kandidátkou.
Ve 20. Knesetu byly strany součástí aliance Sjednocená kandidátka. Před volbami do 21. Knesetu se Ta'al od aliance oddělil a nakonec se spojil s Chadaš. Na prvním místě kandidátky byl předseda Chadaš Ajman Ode a na druhém místě předseda Ta'al Ahmad at-Tíbí. Vedení kandidátky mělo být sdílené. Ústřední volební komise pro 21. Kneset se 6. března 2019 v rozporu se stanoviskem generálního prokurátora rozhodla diskvalifikovat kandidáta kandidátky Ofera Kasifa. Nejvyšší soud diskvalifikaci zrušil.
Ve volbách do 21. Knesetu získala 193 442 hlasů, což představuje šest mandátů v Knesetu. V následujících volbách kandidovaly obě strany za Sjednocenou kandidátku. Před volbami do 25. Knesetu se Sjednocená kandidátka opět rozpadla, a proto se Chadaš a Ta'al dohodly na společné kandidatuře, přičemž na prvním místě kandidátky byl předseda Chadaš Ajman Ode a na druhém předseda Ta'al Ahmad at-Tíbí.